# Onderscheidingen van de Deense Veteranenbond
Zoals in andere Europese landen heeft ook Denemarken een actieve Veteranenbond (Danske Vorsvarsbrødre for Ringsted og Omegn). Denemarken was in de Tweede Wereldoorlog bezet door Duitsland en het aantal Denen dat aan geallieerde zijde vocht was gering. In de Koreaanse oorlog was Denemarken op humanitair gebied actief door het hospitaalschip Jutlandia uit te rustten en in te zetten. In een aantal vredesmissies van de Verenigde Naties en de NAVO hebben Deense militairen in de daaropvolgende jaren overal in de wereld dienstgedaan. Deense militairen waren onder andere in Cyprus, Libanon, Egypte, de Hoorn van Afrika en Irak. Daarbij zijn ook doden en gewonden gevallen. Sommige militairen raakten invalide. In de Koude Oorlog hadden de Deense strijdkrachten een verdedigende taak binnen de NAVO. De Veteranenbond zet zich voor al de oud-militairen en hun nabestaanden in.
De veteranenbond heeft eigen onderscheidingen. Er zijn onderscheidingen voor verdienste en onderscheidingen voor langdurig lidmaatschap. Het "Jubilæumsteg" voor 10, 25, 40, 50, 60, 65, 70 en 75 jaar lidmaatschap. Behalve een onderscheidingsteken voor de voorzitter zijn er insignes voor bestuursleden.

## De medailles van de Deense Veteranenbond
| Baton | Nederlandse en Deense naam                                                                                     | Letters achter de naam van de drager | Stichtingsdatum | Bijzonderheden                                                    | Afbeelding |
| ----- | --- | ------------------------------------ | --------------- | ----------------------------------------------------------------- | ---------- |
|       | Eremedaille van de Deense Veteranenbond Danske Forsvarsbrødres æresmedlemsmedalje                              | .                                    | .               | Een erelid ("æresmedlem") van de vereniging draagt deze medaille. |            |
|       | Medaille van Verdienste van de Deense Veteranenbond Danske Forsvarsbrødres fortjenstmedalje                    | .                                    | .               | Een onderscheiding. Op het lint wordt een gesp gedragen.          |            |
|       | Ereteken van de Deense Veteranenbond Danske Forsvarsbrødres hæderstegn (Æreskors for De Danske Forsvarsbrødre) | .                                    | .               | De hoogste onderscheiding van de Deense Veteranenbond.            |            |

De medailles worden niet altijd aan het gebruikelijke tot een vijfhoek gevouwen lint gedragen. Men draagt de medailles onder de officiële onderscheidingen van de Deense staat.
Medailles van Verdienste ·
Medaille voor Langdurige Dienst ·
Medaille "Ingenio et Arti" ·
Medaille voor Nobele Daden ·
Ereteken van het Deense Rode Kruis ·
Medaille van Verdienste voor de Groenlandse Onafhankelijkheid ·
Herinneringsmedaille aan de 70e Verjaardag van Hare Majesteit Koningin Margrethe
Herinneringsmedaille aan de 75e Verjaardag van Prins Henrik

Zie ook: Historische Orden van Denemarken · Onderscheidingen in Denemarken